# 朴龍根
朴龍根（パク・ヨングン　1984年1月21日 - ）は、大韓民国・江原道束草市出身の元プロ野球選手(内野手)。

## 経歴

### アマチュア時代
江原束草商業高校を卒業し、2003年に嶺南大学校に入学した。
大学1年生のときから、チーム内のレギュラー遊撃手として活躍し、3年生時の2005年には国家代表チームに選抜され、第23回アジア野球選手権大会に出場した。
欲2006年にも代表に再び選抜され、アメリカとの親善野球シリーズにレギュラー遊撃手として全試合に出場した。

### LG時代
2007年にチームの2次ラウンド1ラウンド指名を受けて契約金1億2000万ウォン、年俸2000万ウォンの条件で入団した。
デビューシーズンの間は代走や守備固めとして試合に出場した。
2008年には権容寬や朴慶洙などを押し出してレギュラー遊撃手として重用され、特有の速い足と守備センスを見せてチームの内野陣への大きな恩恵になった。
2009年9月23日の宋津宇の引退試合では彼の最初の投球をヒットにした。
2010年に軍服務で警察野球団と契約。2012年9月に除隊された。しかし同年10月17日に飲食店で食事をしていたところ、暴漢に襲撃され大怪我を負ってしまう。この事件をきっかけに育成選手に降格し、2013年は試合に一切出場できなかった。
復帰した2014年3月30日の斗山ベアーズ戦では守備固めとして出場し、直後の打席で二塁打を記録した。さらに4月27日のNCダイノス戦では1点ビハインドの9回表2アウト満塁から崔敬哲の打席途中にホームスチールを敢行。しかし彼がホームベースに突入する直前に崔敬哲が投球を打ち返し、ライトフライに倒れてしまったため、彼の得点は認められず試合に敗れた。同年は最終的に27試合に出場。

### KT時代
2015年の開幕直前に尹耀渉とともにKTウィズへトレードされた。トレード相手は李俊珩だった。
しかし5月24日のハンファイーグルス戦で足のすねを骨折し、残りのシーズンを棒に振った。
2016年は31試合に出場。2017年は一軍出場がなく同年で現役を引退。

### 現役引退後
2018年より尚武フェニックスのコーチとなった。2019年よりコーチとしてLGに復帰。2025年よりNCダイノスのコーチとなる。

## 人物
前述した傷害事件では、自分が怪我を負いながらも偶然居合わせたチェ・リナを庇った。その結果彼女は朴龍根を命の恩人と感じて交際を始め、2016年に結婚した。
LG時代の応援歌は金光三が打者時代に使っていたものの流用だった。

## 詳細情報

### 年度別打撃成績
| 年 度    | 球 団    | 試 合 | 打 席 | 打 数 | 得 点 | 安 打 | 二 塁 打 | 三 塁 打 | 本 塁 打 | 塁 打 | 打 点 | 盗 塁 | 盗 塁 死 | 犠 打 | 犠 飛 | 四 球 | 敬 遠 | 死 球 | 三 振 | 併 殺 打 | 打 率 | 出 塁 率 | 長 打 率 | O P S |
| -------- | -------- | ----- | ----- | ----- | ----- | ----- | -------- | -------- | -------- | ----- | ----- | ----- | -------- | ----- | ----- | ----- | ----- | ----- | ----- | -------- | ----- | -------- | -------- | ----- |
| 2007     | LG       | 67    | 38    | 33    | 9     | 5     | 1        | 0        | 0        | 6     | 0     | 4     | 2        | 0     | 0     | 4     | 0     | 1     | 9     | 1        | .152  | .263     | .182     | .445  |
| 2008     | LG       | 93    | 180   | 157   | 20    | 31    | 5        | 1        | 1        | 41    | 5     | 9     | 4        | 5     | 0     | 14    | 0     | 4     | 31    | 5        | .197  | .280     | .261     | .541  |
| 2009     | LG       | 101   | 150   | 127   | 33    | 27    | 5        | 2        | 1        | 39    | 9     | 19    | 6        | 2     | 2     | 15    | 0     | 4     | 29    | 1        | .213  | .311     | .307     | .618  |
| 2010     | LG       | 53    | 110   | 99    | 17    | 26    | 2        | 2        | 2        | 38    | 19    | 8     | 2        | 2     | 0     | 7     | 0     | 2     | 20    | 2        | .263  | .324     | .384     | .708  |
| 2014     | LG       | 27    | 25    | 19    | 8     | 4     | 2        | 0        | 0        | 6     | 0     | 1     | 0        | 0     | 0     | 6     | 0     | 0     | 6     | 1        | .211  | .400     | .316     | .716  |
| 2015     | KT       | 27    | 86    | 76    | 7     | 20    | 6        | 0        | 0        | 26    | 4     | 5     | 2        | 3     | 0     | 7     | 0     | 0     | 15    | 4        | .263  | .325     | .342     | .667  |
| 2016     | KT       | 31    | 86    | 74    | 5     | 17    | 4        | 1        | 1        | 26    | 6     | 0     | 1        | 0     | 1     | 11    | 0     | 0     | 14    | 1        | .230  | .326     | .351     | .677  |
| KBO：7年 | KBO：7年 | 399   | 675   | 585   | 99    | 130   | 25       | 6        | 5        | 182   | 43    | 46    | 17       | 12    | 3     | 64    | 0     | 11    | 124   | 15       | .222  | .309     | .311     | .620  |

### 背番号
- 4 （2007年 - 2010年、2013年）
- 3 （2014年 - 2015年途中）
- 89 （2015年途中 - 同年途中）
- 9 （2015年途中 - 2017年）
- 84 （2019年 - ）